# تشارلز مورغان (درامي)
تشارلز مورغان (بالإنجليزية: Charles Langbridge Morgan) (و. 1894 – 1958 م) هو درامي ‏، وروائي، وناقد أدبي، وشاعر بريطاني، توفي عن عمر يناهز 64 عاماً.

## التعليم
تعلم في كلية براسينوز ‏
.

## الخدمة العسكرية
خدم في البحرية الملكية البريطانية.

## جوائز وترشيحات
حصل على جوائز منها:

الجائزة التذكارية لجيمس تايت بلاك ‏
ترشح لـ:
- جائزة نوبل في الأدب (1949)[8]
- جائزة نوبل في الأدب (1948)[8]
- جائزة نوبل في الأدب (1947)[8]
- جائزة نوبل في الأدب (1946)[8]
- جائزة نوبل في الأدب (1944)[8]
- جائزة نوبل في الأدب (1943)[8]
- جائزة نوبل في الأدب (1942).[8]

## روابط خارجية
- تشارلز مورغان على موقع الموسوعة البريطانية (الإنجليزية)
- تشارلز مورغان على موقع مونزينجر (الألمانية)
- تشارلز مورغان على موقع قاعدة بيانات برودواي على الإنترنت (الإنجليزية)